# Wanted (album Bow Wowa)
Wanted – czwarty album studyjny amerykańskiego rapera Bow Wowa wydany 12 lipca 2005 roku.
Na płycie współpracował między innymi z Ciarą ("Like You"), Omarion ("Let Me Hold You"), Jermaine Dupri ("Do What It Do"), J-Kwon ("Fresh azimiz").

## Lista utworów
| #   | Tytuł                  | Autor                                                                 | Z udziałem              | Czas |
| --- | ---------------------- | --------------------------------------------------------------------- | ----------------------- | ---- |
| 1.  | "Do You"               | Alston, J./Durpi, J./Phillips, J.                                     |                         | 3:32 |
| 2.  | "Big Dreams"           | Durpi, J./Harris, S./Phillips, J.                                     |                         | 3:34 |
| 3.  | "Let Me Hold You"      | Durpi, J./Wilson, No-Id/Russell, B.                                   | Omarion                 | 4:10 |
| 4.  | "Fresh Azimiz"         | Durpi, J./Phillips, J.                                                | J-Kwon & Jermaine Dupri | 4:33 |
| 5.  | "Caviar"               | Alston, J./Broadus, C./Durpi, J./Phillips, J.                         | Snoop Dogg              | 3:44 |
| 6.  | "Like You"             | Alson, J./Austin, J./Durpi, J./Tresvant, R./Bell, R.                  | Ciara                   | 3:27 |
| 7.  | "B.O.W."               | Alston, J./Jackson, R./Moss, S.                                       |                         | 3:35 |
| 8.  | "Go"                   | Cox, B.M./Durpi, J./Jackson, M.T./Steals, M./Simpson, R./Thompson, H. | Jermaine Dupri          | 4:24 |
| 9.  | "Do What It Do"        | Durpi, J./Phillips, J.                                                | Jermaine Dupri          | 3:06 |
| 10. | "Is That You (P.Y.T.)" | Durpi, J./Ingram, J./Phillips, J./Jones, Q.                           |                         | 3:57 |
| 11. | "Mo Money"             | Durpi, J./Waters, A./Phillips, J.                                     | T. Waters               | 9:08 |

## Pozycje na listach
| Lista (2005)                          | Najwyższa pozycja |
| ------------------------------------- | ----------------- |
| U.S. Billboard 200                    | 3                 |
| U.S. Billboard Top R&B/Hip-Hop Albums | 3                 |
| U.S. Top Rap Albums                   | 1                 |